# Marie-Rose Geuten
Marie-Rose Geuten (Welkenraedt, 2 juni 1953) is een voormalig Belgisch lid van het Brussels Hoofdstedelijk Parlement.

## Levensloop
Geuten werd beroepshalve bediende en bestuurder van vennootschappen.
Ze werd politiek actief voor de partij Ecolo en was voor deze partij van 2006 tot 2018 gemeenteraadslid en schepen van Etterbeek.
Tevens zetelde ze van 2002 tot 2004 ter opvolging van Evelyne Huytebroeck in het Brussels Hoofdstedelijk Parlement.
In 2019 ging ze werken op het kabinet van Vincent De Wolf, burgemeester van Etterbeek.